# نباتات الصين
النباتات البرية في الصين (بالإنجليزية: The Flora of China)‏، النباتات في الصين متنوعة، حيثُ هُناك أكثر من 30,000 نوع نباتي يستوطن في الصين والتي تمثل حوالى 1\8 من مجموع الأنواع النباتية في العالم، بما في ذلك الآلاف الموجودة في أي مكان آخر على وجه الأرض. كما تعد الصين واحدة من سبعة عشر بلداً عالية التنوع الإحيائي، وذلك عائد لوقوعها في منطقتين أحيائيتين كبيرتين 

جزيرة هينان

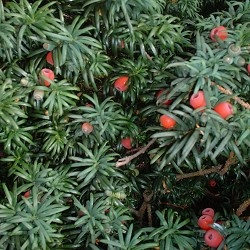
الطقسوس

تحتوي الصين أيضاً على مجموعة متنوعة من أنواع الغابات. في الشمال الشرقي والشمال الغربي توجد الغابات الجبلية والصنوبرية الباردة والتي تدعم أنواع الحيوانات فيها مثل النمور و الدب الأسود الآسيوي والموظ إلى جانب نحو 120 نوع من الطيور. أما الغابات الصنوبرية الرطبة فتهيمن عليها غابات الخيزران بشكل رئيسي في المناطق المنخفضة، وتستبدلها الورديات مثل القنب الهندى في أعلى المدرجات الجبلية، ومن الأشجار البارزة في المناطق العالية: العرعر و الطقسوس . تنتشر الغابات شبه الاستوائية في وسط وجنوب الصين، وهي تدعم ما يقرب من 146000 نوع من النباتات. أما الغابات الاستوائية المطيرة والغابات المطرية الموسمية وإن كانت تقتصر على جزيرة هينان ويونان فتحتوي في الواقع على ربع مجمل النباتات والحيوانات الموجودة في الصين.

## انظر ايضاً
- الدب الأسود الآسيوي
- الغابات
- الصنوبرية
- العرعر
- علم الأعشاب الصيني
- الاستوائية

## وصلات خارجية
- Flora of China نباتات الصين.